# Заславский, Григорий Иосифович
Григорий Иосифович Заславский — советский и российский судебно-медицинский эксперт, Заслуженный врач РСФСР, доктор медицинских наук, профессор, действительный член Российской академии естественных наук, IAIA (Международной Академии интегративной антропологии, Всемирной академии наук комплексной безопасности), Главный судебно-медицинский эксперт Минздрасоцразвития России в Северо-Западном Федеральном округе.

## Биография
Григорий Иосифович Заславский родился 19 декабря 1932 года в семье гидростроителя. В 1956 году окончил 1-й Ленинградский медицинский институт им. акад. И. П. Павлова. На протяжении 55 лет работал в Ленинградском областном бюро судебно-медицинской экспертизы, последовательно прошёл путь от межрайонного судебно-медицинского эксперта до начальника бюро — главного судебно-медицинского эксперта Ленинградской области (1975—2012).
Доктор медицинских наук. Профессор. Автор свыше 320 научных трудов, в их числе 10 монографий, руководства (в соавторстве). Основные работы по судебно-медицинской экспертизе автомобильной травмы, медико-криминалистическим методам исследования, организационным проблемам судебно-медицинской экспертизы. В бюро одним из первых в стране внедрены медико-криминалистические (1965), биохимические (1976), молекулярно-генетические (1992), рентгеноспектральные (1992), газохроматографические (1996) методы исследования. Заславским научно разработаны принципы организации управления судебно-медицинской службой крупного региона (1997), включающие комплекс межрегионального кооперирования, внедрение новых технологических и технических решений повышающих эффективность экспертной работы, современных форм взаимодействия с органами здравоохранения и правоохранительными структурами. На основе этого была создана действующая модель базового бюро судебно-медицинской экспертизы Северо-Западного федерального округа. Заслуженный врач Российской Федерации. Действительный член Российской академии естественных наук Международной Академии интегративной антропологии, Всемирной академии наук комплексной безопасности. Главный судебно-медицинский эксперт Минздрасоцразвития России в Северо-Западном Федеральном округе (2002—2014), руководитель Центра идентификации личности, процессов и явлений РАЕН (2003—2012). Избирался членом правления Российского научного общества судебных медиков, Балтийской судебно-медицинской ассоциации ассоциации и судебно-медицинской ассоциации Северо-Запада России. Профессор кафедры судебной медицины и правоведения ПСПбГМУ им. акад. И. П. Павлова (1998—2014). Под его руководством защищена одна докторская и 4 кандидатских диссертации. Член экспертного совета комиссии при Президенте Российской Федерации по военнопленным, интернированным и пропавшим без вести. В настоящее время член президиума профильной комиссии Экспертного совета в сфере здравоохранения Минздрава РФ по специальности «Судебно-медицинская экспертиза», заместитель председателя РОО «Врачебная палата Ленинградской области», член президиума Санкт-Петербургского регионального отделения РАЕН — ученый секретарь секции «Безопасность человека, отечества и государства», член комиссии по вопросам помилования на территории Ленинградской области. Член ветеранской организации прокуратуры Ленинградской области, член союза ветеранов следствия Следственного комитета РФ.
Автор ряда литературных произведений: «От А до Я — знакомые, товарищи, друзья», «Суд друзей», «Заметки на полях жизни», «Остановки на обочинах дорог», «Осколки мозаики».

## Награды
Награждён орденом «Знак Почета», медалью ордена «За заслуги перед Отечеством II степени», медалью «За заслуги перед отечественным здравоохранением», медалью «Ветеран труда», медалью «За содействие органам госнаркоконтроля», медалями «За содействие», "70 лет Победы в Великой Отечественной войне 1941—1945 г.г., «350 лет со дня рождения Петра 1» Следственного комитета РФ, медалью «200 лет МВД», медалью «За заслуги» Ассоциации судебно-медицинских экспертов, нагрудными знаками «Отличник здравоохранения», «За отличие в службе» ВВ МВД, "Знак отличия Ленинградской области «За заслуги перед Ленинградской областью» (последнюю награду получил от Губернатора в апреле 2022 года), общественными орденами и медалями, почетными грамотами Минздрава РФ и МВД РФ. Президиумом Российской академии естественных наук (2022 г.) присуждено Почётное звание «Рыцарь науки и искусства»